# Lorna Selim
Lorna Beryl Selim (Sheffield, 1928 - Gales, 23 de enero de 2021) fue una artista y profesora de arte inglesa que se casó con el escultor iraquí Jewad Selim, con quién se trasladó a Bagdad en 1950. Ejerció como artista durante gran parte de su vida hasta su muerte. Selim contribuyó a la comunidad artística de Irak con sus exposiciones, su labor docente y su participación activa en grupos artísticos durante veinte años. Tras la prematura muerte de su marido en 1961, formó parte del equipo encargado de terminar su emblemática obra monumental, titulada Nasb al-Hurriyah.

## Trayectoria
Nacida en Sheffield en 1928. Recibió una beca y la utilizó para estudiar en la Slade School of Fine Art de Londres, donde se diplomó en Pintura y Diseño en 1948, y conoció al artista y escultor iraquí Jewad Selim. En 1949 obtuvo el Diploma de Profesora de Arte del Instituto de Educación de la Universidad de Londres.
De 1949 a 1950 enseñó arte en la Tapton House Grammar School de Chesterfield. En septiembre de 1950, Lorna dejó Sheffield para reunirse con Jewad en Bagdad, Irak, y se casaron una semana después. Un crítico de arte iraquí señaló que:

"Lorna llegó a Irak y vio belleza donde ninguno de nosotros la había visto antes. Otros artistas empezaron a estudiar la rica tradición artística que habían tenido ante sus narices todo el tiempo. Ella ha ejercido una profunda influencia"

A Selim le fascinaban las viviendas tradicionales iraquíes de las riberas del Tigris: las bayt (casas) y las mudhif (o viviendas de juncos). Poco después de su llegada a Bagdad, la ciudad pasó por un periodo de «modernización» y muchas casas tradicionales fueron demolidas, por lo que se apresuró a hacer bocetos de las estructuras antes de que se perdieran definitivamente. Selim empezaba por dibujar un edificio y luego volvía a casa para empezar a trazar el cuadro. Después volvía al edificio para esbozar los detalles y anotar los colores. Entre 1957 y 1963, dibujó muchos edificios y casas vernáculas.
Aunque Selim era muy conocida por ser la esposa inglesa de un destacado escultor iraquí, también fue una artista capaz e influyente por derecho propio. Siempre se la ha considerado una artista iraquí de la generación pionera. Fue muy activa en la comunidad artística iraquí a través de su participación en importantes grupos artísticos. Fue miembro de la Sociedad de Artistas Plásticos Iraquíes y del influyente Grupo de Arte Moderno de Bagdad, fundado por su marido y Shakir Hassan Al Said.
Selim expuso sus obras en las exposiciones del Grupo de Arte Moderno de Bagdad y participó en el diseño del pabellón iraquí para la Feria Internacional celebrada en Damasco en 1954.
Su marido, murió repentinamente en 1961 a la edad de 41 años, en medio de un proyecto para completar una gran escultura monumental, el Monumento a la Libertad, para el centro de Bagdad. Tras su muerte, ella, junto con el arquitecto iraquí Rifat Chadirji, supervisó la realización del emblemático monumento. La idea del monumento fue concebida y diseñada por Chadirji y le había pedido a Jewad que diseñara y ejecutara la realización de las esculturas en relieve de bronce que cuelgan de él.
Selim fue profesora en un Colegio de Niñas en 1961 y también enseñó dibujo en el Departamento de Arquitectura de la Universidad de Bagdad, dirigido por Mohamed Makiya, en la década de 1960. Como educadora, llevó a sus alumnos a dibujar estructuras a lo largo del Tigris y se interesó especialmente por mostrar a los jóvenes arquitectos las estructuras vernáculas, los callejones y los monumentos históricos de Iraq. Este trabajo ayudó a inspirar a una generación de arquitectos a considerar la inclusión en sus diseños de características de diseño tradicionales iraquíes junto a la arquitectura moderna occidental.
Selim continuó pintando desde su casa en la ladera de una colina de Gales en sus últimos años de vida, rodeada de su familia cercana. Murió en Gales el 23 de enero de 2021.
Su obra se conserva en colecciones permanentes como la del Museo árabe de arte moderno de Doha y otros lugares.

## Reconocimientos
La periodista iraquí Inaam Kachachi publicó un libro de no ficción titulado Lorna, Her Years with Jawad Selim (Lorna, sus años con Jawad Selim) publicado en árabe por Dar el-Jadid de Beirut en 1998.
Su trabajo fue expuesto en 2018 en Baghdad mon amour, del Institut des Cultures d’Islam en París.
En 2024, por primera vez su obra fue exhibida en la 60.ª Bienal de Venecia.